# 千葉俊二
千葉 俊二（ちば しゅんじ、1947年12月20日 - ）は、日本の日本文学研究者。専門は近代文学、特に谷崎潤一郎。早稲田大学名誉教授（教育学部）。
お笑い芸人の小島よしお、作家の綿矢りさ、写真家のシトウレイ、漫画家水沢めぐみは千葉ゼミに所属していた。

## 略歴
1947年（昭和22年）12月20日、宮城県石巻市に生まれ、1953年（昭和28年）6月に神奈川県横浜市に転居。1972年（昭和47年）3月、早稲田大学第一文学部人文専攻卒業、1975年（昭和50年）3月、早稲田大学大学院文学研究科日本文学専攻修士課程修了、1979年（昭和54年）3月、早稲田大学大学院文学研究科日本文学専攻後期課程退学。
1978年（昭和53年）4月、山梨英和短期大学専任講師、1982年（昭和57年）4月、山梨英和短期大学助教授、1983年（昭和58年）4月、早稲田大学教育学部専任講師、1986年（昭和61年）4月、早稲田大学教育学部助教授、1991年（平成3年）4月、早稲田大学教育学部教授（のち組織変更により教育・総合科学学術院教授）。2018年（平成30年）退任。

## 業績
1982年、35歳の時に『鑑賞日本現代文学 谷崎潤一郎』を編纂し、『春琴抄』の「佐助犯人説」を支持したことから、論争が起きた。1997年（平成9年）には『エリスのえくぼ』をめぐって、小泉浩一郎と論争となった。
2014年（平成26年）、谷崎潤一郎の未公開書簡288通を分析し、「『春琴抄』などの代表作を生み出した円熟期に、実生活でも真剣な恋愛を体験していたことがわかる。谷崎の伝記も細部にわたり書き直される必要があるだろう」とコメントを寄せた。

## 著書
- 『谷崎潤一郎 狐とマゾヒズム』小沢書店 1994
- 『エリスのえくぼ 森鷗外への試み』小沢書店 1997
- 『物語の法則 岡本綺堂と谷崎潤一郎』青蛙房、2012
- 『物語のモラル 谷崎潤一郎・寺田寅彦など』青蛙房、2012
- 『文学のなかの科学 なぜ飛行機は「僕」の頭の上を通ったのか』勉誠出版、2018
- 『谷崎潤一郎　性慾と文学』集英社新書、2020
- 『作家たちの17歳』岩波ジュニア新書、2022

### 主な編著
- 『資料谷崎潤一郎』紅野敏郎共編 桜楓社 1980
- 『鑑賞日本現代文学 谷崎潤一郎』角川書店 1982
- 『日本文学研究資料新集 谷崎潤一郎 物語の方法』有精堂出版 1990
- 『日本児童文学名作集』桑原三郎共編 岩波文庫 1994
- 『新美南吉童話集』岩波文庫 1996
- 『潤一郎ラビリンス』中公文庫（全16巻）、1998-99
  - 『谷崎潤一郎文学案内』中公文庫 2006。文庫解説を増訂
- 『作家の自伝85 谷崎潤一郎 青春物語〈抄〉／雪後庵夜話〈抄〉』日本図書センター〈シリーズ・人間図書館〉 1999
- 『鴎外随筆集』岩波文庫 2000
- 『谷崎潤一郎必携 別冊国文学』學燈社 2002
- 『谷崎潤一郎 上海交遊記』みすず書房〈大人の本棚〉 2004
- 『日本近代文学評論選』坪内祐三共編 岩波文庫（上下） 2003-04
- 『岡本綺堂随筆集』岩波文庫 2007
- 『江戸川乱歩短編集』岩波文庫 2008
- 『谷崎先生の書簡 ある出版社社長への手紙を読む』中央公論新社 2008。嶋中雄作宛の書簡、水上勉編著を増訂
- 『谷崎潤一郎の恋文 松子・重子姉妹との書簡集』中央公論新社 2015
- 『日本近代随筆選』長谷川郁夫、宗像和重共編、岩波文庫（全3冊） 2016
- 『文芸的な、余りに文芸的な 饒舌録ほか』谷崎潤一郎・芥川龍之介、講談社文芸文庫 2017
- 『父より娘へ 谷崎潤一郎書簡集 鮎子宛書簡二六二通を読む』中央公論新社 2018

## 参考
- 『物語の法則』著者紹介
- 小谷野敦『現代文学論争』筑摩選書